# Кутковское сельское поселение
Кутковское сельское поселение — муниципальное образование в Грибановском районе Воронежской области.
Административный центр — село Кутки.

## Административное деление
Состав поселения:
- село Кутки,
- село Тихвинка
- село Таволжанка

.